# 张雪峰
张雪峰（1984年5月18日—），本名张子彪，中國考研辅导讲师、网络红人。黑龙江省齐齐哈尔市人，祖籍山东省临清市，毕业于郑州大学给排水专业。苏州研途教育科技有限公司联合创始人。

## 生平
1984年出生于黑龙江齐齐哈尔。高考考入河南省省属211郑州大学，就读土木类专业。大四时帮助同寝同学收集考研资料而产生兴趣，大学毕业后加入一家培训机构，坚持近10年在业内小有名气后选择单飞，陆续在苏州和北京成立公司，并获得沪江投资旗下的互桂基金近1千万人民币风险投资。
2016年5月底，因一段考研院校专业选择的讲座视频（“7分钟全面解读34所985考研名校”）而迅速在网络上走红。此后陆续参加多档综艺节目。
2023年1月9日，张雪峰当选江苏省第十四届人民代表大会代表。

## 著作
- 《你离考研成功，就差这本书》（2016年9月出版，北京联合出版社），ISBN 9787550284470[10]

## 综艺节目
- 网络综艺《火星情报局》第二季、第三季嘉宾[4]
  - 《火星情报局》与“淘宝造物节”合作的直播综艺节目《火星造物局》 主持人[2][11]
- 《年代秀》，深圳卫视
- 《演说家》，腾讯娱乐，网络综艺节目
- 《快乐大本营》嘉宾
- 《零点食神》，广东卫视[12]
- 《奇葩大会》第二季[13]
- 《请回答，张老师!》，酷我音乐[14]

## 争议

### 高考志愿填报争议
2023年6月，张雪峰因公开劝说高考志愿不要填报“新闻学”，引发了热议。各界对其言论褒贬不一。一派人士批评张雪峰的言论功利性过强，并认为新闻学专业不应受到歧视。另一派人士则认为张雪峰的言论并非毫无根据——当今中国大陆的互联网上，“标题党”、“博眼球”等缺失新闻伦理的行为屡见不鲜，恰恰证明了目前新闻学专业存在不小的问题。

### “文科都是服务业”言
2023年12月，张雪峰在一个直播片段中表示“文科都是服务业，什么是服务业？总结称一个字就是‘舔’，就是‘爷我给你笑一个’”。这一言论引发网民争议。12月9日，张雪峰对此言论公开道歉。